# Red de malla Bluetooth
Bluetooth Mesh es un estándar de red en malla informática basado en Bluetooth Low Energy que permite la comunicación entre múltiples dispositivos vía Bluetooth. Las especificaciones de Bluetooth Mesh fueron definidas en las especificaciones Mesh Profile  y Mesh Model  por el Bluetooth Special Interest Group (Bluetooth SIG). Bluetooth Mesh fue concebido en 2014  y adoptado el 13 de julio de 2017 . 

## Descripción
Bluetooth Mesh es un estándar de red en malla que funciona según el algoritmo de inundación de red. Se basa en los nodos que retransmiten los mensajes: cada nodo de retransmisión que recibe un paquete de red que
- se autentica contra una clave de red conocida
- no está en la caché de mensajes
- tiene un TTL ≥ 2

se puede retransmitir con TTL = TTL - 1. Se evita la retransmisión de mensajes vistos recientemente mediante el uso de memoria caché.
La longitud de un mensaje puede ser de hasta 384 bytes usando el mecanismo de Segmentación y Reensamblaje (SAR por sus siglas en inglés). La mayoría de mensajes caben en un solo segmento, es decir, 11 bytes. Cada mensaje comienza con un código de operación, que puede ser de un solo byte (para mensajes especiales), 2 bytes (para mensajes estándar) o 3 bytes (para mensajes específicos del proveedor).
Cada mensaje contiene la dirección de origen y de destino. Esto va a determinar que dispositivo procesa el mensaje. El destino del mensaje puede ser hacia un destinatario, hacia grupos o a todos.
Los mensajes contienen un número de secuencia para proteger la red contra ataques de repetición de mensaje.
Cada mensaje está cifrado y autenticado. Para su protección, se emplean dos tipos de claves: (1) claves de red, asignadas exclusivamente a una red de malla, y (2) claves de aplicación, utilizadas para funciones específicas dentro de la aplicación, como encender o reconfigurar una luz.
Los mensajes tienen un tiempo de vida (TTL). Cada vez que un mensaje es recibido y retransmitido, el TTL disminuye, limitando la cantidad de "saltos" y evitando bucles infinitos.
Bluetooth Mesh sigue una arquitectura en capas, compuesta por múltiples niveles, como se muestra a continuación.
| Capa                     | Funcionalidad |
| ------------------------ | --- |
| Modelo Capa              | Define una forma estándar de intercambiar mensajes específicos de la aplicación. Por ejemplo, un modelo de luminosidad define una forma interoperable de controlar la luminosidad. Existen modelos obligatorios, llamados modelos de base, que definen los estados y mensajes necesarios para gestionar una red en malla. |
| Acceso Capa              | Define el mecanismo para garantizar que los datos se transmitan y reciban en el contexto correcto de un modelo y sus claves de aplicación asociadas. |
| Superior Transporte Capa | Define el cifrado autenticado de los paquetes de la capa de acceso mediante una aplicación (o clave específica del dispositivo). También define algunos mensajes de control para gestionar la amistad o para notificar el comportamiento del nodo mediante mensajes Heartbeat.                                            |
| Más bajo Transporte Capa | Esta capa define una transmisión segmentada confiable (a través de un reconocimiento de bloque) de paquetes de capa superior, cuando un paquete de capa superior completo no puede transportarse en un solo paquete de capa de red. También define un mecanismo para volver a ensamblar segmentos en el receptor.         |
| Red Capa                 | Esta capa define cómo se dirigen los paquetes de transporte a través de la red a uno o más nodos. Define la funcionalidad de retransmisión para reenviar mensajes mediante un nodo de retransmisión para ampliar el rango. Maneja el cifrado autenticado de la capa de red utilizando una clave de red.                   |
| Portador Capa            | Define cómo se intercambian los paquetes de red entre nodos. La especificación del perfil de malla define el portador de publicidad BLE y el portador GATT BLE. El perfil de malla define el protocolo proxy, a través del cual se pueden intercambiar paquetes de malla mediante otros portadores como TCP/IP.           |

## Tipos de nodos
Los nodos que soportan diferentes funciones pueden organizarse en una topología específica de red de malla.
| Característica | Funcionalidad |
| -------------- | --- |
| Relé           | Recibir y retransmitir mensajes de malla a través del portador de publicidad. para permitir redes más grandes.                                              |
| Apoderado      | Recibir y retransmitir mensajes de malla entre GATT y portadores de publicidad.                                                                             |
| Bajo consumo   | Operar dentro de una red de malla con una recepción significativamente reducida ciclos de trabajo solo en conjunto con un nodo que admita la función Amigo. |
| Amigo          | ayudar a un nodo que admita la función de bajo consumo a funcionar almacenando mensajes destinados a esos nodos.                                            |

## Límites teóricos
Los límites prácticos de la tecnología Bluetooth Mesh aún no se conocen con precisión. Sin embargo, la especificación establece algunas restricciones, entre las cuales se incluyen:
| Límite para una red       | Valor                                           | Observaciones |
| ------------------------- | ----------------------------------------------- | --- |
| Número máximo de nodos    | 32 767                                          | El límite es de 32768 direcciones y, si bien un nodo puede ocupar más de una dirección, el límite práctico probablemente sea menor. |
| Número máximo de grupos   | 16 384 El número de grupos virtuales es 2 128 . | |
| Número máximo de escenas  | 65 535                                          | |
| Número máximo de subredes | 4 096                                           | |
| TTL máximo                | 127                                             | |

## Modelos de malla
Desde la versión 1.0 de la especificación Bluetooth Mesh,  los siguientes modelos estándar y grupos de modelos han sido definidos:

### Modelos de cimentación
Los modelos base están definidos en la especificación principal, y dos de ellos son obligatorios para todos los nodos de la red de malla.
- Servidor de configuración (obligatorio)
- Cliente de configuración
- Servidor de salud (obligatorio)
- Cliente de salud

### Modelos genéricos
- Servidor genérico OnOff, utilizado para representar dispositivos que no se ajustan a ninguna de las descripciones de modelo definidas pero admiten las propiedades genéricas de Encendido/Apagado
- Servidor de nivel genérico, que mantiene el estado de un elemento en un entero con signo de 16 bits
- Servidor de tiempo de transición predeterminado genérico, utilizado para representar un tiempo de transición predeterminado para una variedad de dispositivos
- Servidor genérico de encendido y apagado y servidor genérico de configuración de encendido y apagado, utilizados para representar dispositivos que no se ajustan a ninguna de las descripciones de modelo pero admiten las propiedades genéricas de encendido y apagado.
- Servidor de nivel de potencia genérico y servidor de configuración de nivel de potencia genérico, que incluye un estado de potencia actual genérica, un estado de potencia última genérica, un estado de potencia predeterminada genérica y un estado de rango de potencia genérica
- Servidor de batería genérico, que representa un conjunto de cuatro valores que representan el estado de una batería
- Servidor de ubicación genérica y servidor de configuración de ubicación genérica, que representa la información de ubicación de un elemento, ya sea global (Lat/Lon) o local
- Servidor de propiedades genérico de usuario/administrador/fabricante/cliente, que representa cualquier valor que un elemento almacenará
- Cliente genérico OnOff y cliente de nivel genérico
- Cliente de tiempo de transición predeterminado genérico
- Cliente genérico de encendido y apagado y cliente genérico de nivel de potencia
- Cliente de batería genérico
- Cliente de ubicación genérica
- Cliente de propiedad genérica

### Sensores
- Servidor de sensores y servidor de configuración de sensores, que representan un dispositivo de sensores . El dispositivo sensor se puede configurar para devolver un valor medido periódicamente o a pedido; el período de medición (cadencia) se puede configurar para que sea fijo o cambie, de modo que el rango de valores más importante se informe más rápido.
- Cliente de sensores

### Tiempo y escenas
- Servidor de tiempo y servidor de configuración de tiempo, que permiten la sincronización horaria en una red de malla
- Servidor de escenas y servidor de configuración de escenas, que permite configurar y recuperar hasta 65535 escenas cuando sea necesario.
- Servidor del programador y servidor de configuración del programador
- Cliente de tiempo, cliente de escena y cliente de programador

### Iluminación
- Servidor de luminosidad y servidor de configuración de luminosidad, que representa una fuente de luz regulable
- Servidor Light CTL, Servidor Light CTL de Temperatura y Servidor Light CTL de Configuración, que representan una fuente de luz CCT o "blanca sintonizable"
- Servidor Light HSL, servidor de tono Light HSL, servidor de saturación Light HSL y servidor de configuración Light HSL, que representan una fuente de luz en función de la representación del color de tono, saturación y luminosidad.
- Servidor Light xyL y servidor de configuración Light xyL, que representa una fuente de luz basada en el espacio de color CIE xyY modificado.
- Servidor LC (Control de luminosidad) de luz y servidor de configuración LC de luz, que representa un dispositivo de control de iluminación, capaz de controlar el modelo de luminosidad de luz mediante un sensor de ocupación y un sensor de luz ambiental . Se puede utilizar para escenarios de control de iluminación como encendido automático, apagado automático y/o aprovechamiento de la luz natural .
- Cliente Light Lightness, Cliente Light CTL, Cliente Light HSL, Cliente Light xyL y Cliente Light LC

## Aprovisionamiento
El aprovisionamiento es el proceso de integrar un dispositivo en una red, siendo un paso esencial para la creación de una red Bluetooth Mesh.
Durante el proceso de aprovisionamiento, un aprovisionador distribuye de manera segura una clave de red y un espacio de direcciones único para cada dispositivo. El protocolo de aprovisionamiento emplea el intercambio de claves Diffie-Hellman basado en la curva elíptica P256 para generar una clave temporal que se utiliza para cifrar la clave de red y otros datos. Esto supone mayor seguridad ante un espía pasivo. También proporciona varios mecanismos de autenticación para proteger la información de la red, de un espía activo que utiliza ataques del tipo "man-in-the-middle", durante el proceso de aprovisionamiento.
Una clave única para cada dispositivo, denominada "Clave del dispositivo", se genera a partir de un secreto compartido en forma de curva elíptica entre el aprovisionador y el dispositivo durante el proceso de aprovisionamiento. El aprovisionador emplea esta clave para cifrar los mensajes dirigidos a ese dispositivo en particular.
La seguridad del proceso de aprovisionamiento fue analizada en un artículo presentado en la conferencia IEEE CNS 2018.
El aprovisionamiento puede llevarse a cabo a través de una conexión Bluetooth GATT o mediante publicidad utilizando un portador específico. 

## Terminología utilizada en las especificaciones del modelo de malla Bluetooth y del perfil de malla
- Destino: La dirección a la que se envía un mensaje.
- Elemento: Una entidad direccionable dentro de un dispositivo.
- Modelo: Operación estandarizada de escenarios típicos de usuario.
- Nodo: Un dispositivo aprovisionado.
- Aprovisionador: un nodo que puede agregar un dispositivo a una red en malla.
- Relé: Un nodo capaz de retransmitir mensajes.
- Fuente: La dirección desde la que se envía un mensaje.

## Implementaciones

### Aprobado ("calificado") por Bluetooth SIG
| Name                                                         | Submitter                                                  | Qualification date       | QDID   | Type               |
| ------------------------------------------------------------ | ---------------------------------------------------------- | ------------------------ | ------ | ------------------ |
| Bluetooth Stack for Embedded Systems - MESH profile          | Silvair, Inc.                                              | 18 de julio de 2017      | 98880  | Profile Subsystem  |
| Qualcomm Bluetooth Mesh                                      | Qualcomm Technologies International, Ltd.                  | 18 de julio de 2017      | 98856  | Profile Subsystem  |
| Silvair Mesh Models                                          | Silvair, Inc.                                              | 26 de julio de 2017      | 99282  | Profile Subsystem  |
| Wireless Gecko Mesh Profile                                  | Silicon Laboratories                                       | 21 de septiembre de 2017 | 101318 | Profile Subsystem  |
| CYW-MESH 1.0                                                 | Cypress Semiconductor Corporation                          | 3 de octubre de 2017     | 101726 | Component (Tested) |
| Qualcomm Bluetooth Mesh Model                                | Qualcomm Technologies International, Ltd.                  | 20 de octubre de 2017    | 102243 | Profile Subsystem  |
| EtherMind Bluetooth Protocol Stack, 5.0 (Single Mode) + Mesh | Mindtree Limited                                           | 24 de enero de 2018      | 106544 | Component (Tested) |
| Telink SIG Mesh SDK                                          | Telink Semiconductor                                       | 1 de febrero de 2018     | 106546 | Profile Subsystem  |
| TOSHIBA Bluetooth_stack_mesh-1                               | Toshiba Corporation                                        | 13 de febrero de 2018    | 104143 | Component (Tested) |
| AMICCOM Mesh Profile                                         | AMICCOM Electronics Corporation                            | 14 de marzo de 2018      | 109370 | Profile Subsystem  |
| Amiccom Bluetooth Mesh Model                                 | AMICCOM Electronics Corporation                            | 30 de marzo de 2018      | 110168 | Profile Subsystem  |
| Airoha SIG mesh                                              | Airoha Technology Corp.                                    | 2 de abril de 2018       | 110202 | Profile Subsystem  |
| Marvell Mesh stack v1.0                                      | Marvell Technology Group                                   | 27 de abril de 2018      | 110569 | Component (Tested) |
| nRF5 SDK for Mesh                                            | Nordic Semiconductor                                       | 2 de mayo de 2018        | 111537 | Profile Subsystem  |
| Realtek Bluetooth 5 Mesh Solution                            | Realsil Microelectronics Inc                               | 27 de julio de 2018      | 115668 | Profile Subsystem  |
| STSW-BNRG-Mesh                                               | STMicroelectronics                                         | 2 de agosto de 2018      | 116029 | Profile Subsystem  |
| RDA BT Host 5.0                                              | RDA Microelectronics, Inc.                                 | 13 de septiembre de 2018 | 115860 | Profile Subsystem  |
| JYMC-MESH-1                                                  | Shanghai Frequen Microelectronics Co., Ltd.                | 10 de octubre de 2018    | 119229 | End Product        |
| RW-BLE-MESH                                                  | CEVA, Inc.                                                 | 31 de octubre de 2018    | 119268 | Component (Tested) |
| ARM Ltd Cordio Mesh                                          | ARM Ltd                                                    | 11 de diciembre de 2018  | 116593 | Profile Subsystem  |
| Samsung SLSI Bluetooth Mesh                                  | Samsung Electronics Co., Ltd.                              | 21 de diciembre de 2018  | 122442 | Profile Subsystem  |
| Bluelet Host Stack V12                                       | Barrot Technology Limited                                  | 25 de diciembre de 2018  | 123056 | Component (Tested) |
| ESP BLE Mesh v0.6                                            | Espressif Systems (Shanghai) Pte. Ltd.                     | 14 de enero de 2019      | 124137 | Profile Subsystem  |
| BK3435 BLE Core Spec 5.0 with MESH                           | Beken Corp                                                 | 12 de marzo de 2019      | 127926 | End Product        |
| Actions Mesh Profile Subsystem                               | Actions (Zhuhai) Technology Co., Limited                   | 21 de marzo de 2019      | 127646 | Profile Subsystem  |
| AliOS Things BLE host and mesh profile v2.1.0                | Alibaba (China) Co., Ltd.                                  | 19 de abril de 2019      | 129750 | Host Subsystem     |
| Tonly SIG Mesh Stack                                         | Shenzhen Tonli Science and Technology Development Co., Ltd | 5 de mayo de 2019        | 130160 | Profile Subsystem  |
| Sino Wealth IBLE SIG Mesh Profile                            | Sino Wealth Electronic Ltd.                                | 18 de junio de 2019      | 133403 | Profile Subsystem  |
| Qualcomm Bluetooth Mesh and Mesh Model v4.0                  | Qualcomm Technologies International, Ltd.                  | 19 de junio de 2019      | 128410 | Profile Subsystem  |
| PAN1020 Mesh Profile subsystem                               | Shanghai Panchip Microelectronics Co., Ltd                 | 1 de julio de 2019       | 129291 | Profile Subsystem  |
| Apache NimBLE BLE Host including BLE Mesh                    | JUUL Labs, Inc.                                            | 15 de julio de 2019      | 131934 | Component (Tested) |
| Tmall mesh Stack                                             | Alibaba (China) Co., Ltd.                                  | 20 de julio de 2019      | 128246 | Profile Subsystem  |
| ClarinoxBlue                                                 | Clarinox Technologies Pty Ltd                              | 2 de agosto de 2019      | 134454 | Host Subsystem     |
| BlueX Mesh                                                   | BlueX Microelectronics Corp Ltd.                           | 20 de agosto de 2019     | 137436 | Profile Subsystem  |
| Zephyr OS Mesh                                               | The Linux Foundation                                       | 20 de septiembre de 2019 | 139259 | Profile Subsystem  |
| WCH Bluetooth Mesh                                           | Nanjing Qinheng Microelectronics Co., Ltd.                 | 1 de junio de 2020       | 144808 | Profile Subsystem  |

### Implementaciones de software libre y de código abierto
Las implementaciones de software libre y de código abierto abarcan lo siguiente:
- La pila de protocolos Bluetooth oficial de Linux (incluida en el kernel de Linux por Linus Torvalds en 2001 [42] ), BlueZ, con doble licencia libre bajo la GPL  y la LGPL,  admite Mesh Profile, desde la versión de lanzamiento 5.47, [43] al proporcionar la herramienta meshctl (obsoleta) para configurar dispositivos de malla. La versión de lanzamiento 5.53 introdujo la herramienta mesh-cfgclient para configurar redes de malla. BlueZ fue aprobado como paquete de software "calificado" por Bluetooth SIG en 2005.  BlueZ no se considera una pila Bluetooth Mesh calificada ya que Bluetooth Mesh no figura en el registro de calificación mencionado anteriormente como un perfil compatible.
- Apache Mynewt NimBLE, con licencia gratuita bajo la Licencia Apache 2.0,  admite Bluetooth Mesh desde la versión de lanzamiento 1.2.0. [44] Se clasificó en July 15, 2019 ( 15/07/2019 ) con QDID 131934. [36]
- Zephyr OS Mesh, con licencia gratuita bajo la Licencia Apache 2.0,  admite Bluetooth Mesh desde la versión de lanzamiento 1.9.0. [45] Zephyr OS Mesh 1.14.x fue calificado en September 20, 2019 ( 2019-09-20 ) con QDID 139259. [36]